# Grote Prijs van de Etruskische Kust 2002
De Grote Prijs van de Etruskische Kust 2002 (Italiaans: Gran Premio Costa degli Etruschi 2002) was een wielrenwedstrijd die werd gehouden op 3 februari in Italië. De wedstrijd werd gewonnen door de Oekraïner Joeri Metloesjenko

## Uitslag
| Grote Prijs van de Etruskische Kust 2002 |                    |                             |          |
| Plaats                                   | Naam               | Ploeg                       | Tijd     |
| Winnaar                                  | Joeri Metloesjenko | Landbouwkrediet-Colnago     | 4u06'00" |
| 2                                        | Mario Manzoni      | Index-Alexia                | z.t.     |
| 3                                        | Guido Trenti       | Acqua & Sapone              | z.t.     |
| 4                                        | Kurt-Asle Arvesen  | EDS-Fakta                   | z.t.     |
| 5                                        | Jeremy Hunt        | Big Mat-Auber 93            | z.t      |
| 6                                        | Magnus Bäckstedt   | EDS-Fakta                   | z.t.     |
| 7                                        | Giosuè Bonomi      | Team Colpack-Astro          | z.t.     |
| 8                                        | Nicolas Liboreau   | Big Mat-Auber 93            | z.t.     |
| 9                                        | Radoslav Rogina    | Perutnina Ptuj-Krka Telekom | z.t.     |
| 10                                       | Vladimir Smirnov   | Team Colpack-Astro          | z.t.     |

1997 · 1998 · 1999 · 2000 · 2001 · 2002 · 2003 · 2004 · 2005 · 2006 · 2007 · 2008 · 2009 · 2010 · 2011 · 2012 · 2013 · 2014 · 2015 · 2016 · 2017